# Rouvroy, Pas-de-Calais
Rouvroy là một xã trong tỉnh Pas-de-Calais, vùng Hauts-de-France, Pháp.

## Địa lý
Rouvroy is a farming and light industrial town, 6 dặm (9,7 km) về phía đông nam Lens, tại giao lộ của các tuyến đường D40 và đường D46.

## Dân số
| 1962                                                              | 1968 | 1975 | 1982 | 1990 | 1999 | 2006 |
| ----------------------------------------------------------------- | ---- | ---- | ---- | ---- | ---- | ---- |
| 9653                                                              | 9780 | 9262 | 9608 | 9208 | 9077 | 8973 |
| Số liệu điều tra dân số tính từ năm 1962, dân số chỉ tính một lần |      |      |      |      |      |      |

## Các đơn vị giáp ranh
- Méricourt, tây
- Billy-Montigny, bắc
- Hénin-Beaumont, đông bắc
- Drocourt, đông
- Bois-Bernard, đông nam
- Acheville, tây nam